# Láujar de Andarax
Láujar de Andarax este o municipalitate din provincia Almería, Andaluzia, Spania cu o populație de 1.842 locuitori.